# تیچرک
تیتس‌یرک (به هلندی: Tytsjerk) یک منطقهٔ مسکونی در هلند است که در تیتس‌یرکستردیل واقع شده‌است.

## خصوصیات
تیتس‌یرک ۱٬۵۳۹ نفر جمعیت دارد.